# 喬治·沙福·派克
喬治·沙福·派克（英語：George Safford Parker，1863年11月1日—1937年7月19日），是一位美國發明家和實業家。派克以電報教師的身份開始，並從事修理和銷售鋼筆的副業。
1888年，派克創立了派克筆公司。並於次年獲得了他的第一個鋼筆專利。根據報導，1908年時派克的工廠位於簡斯維爾大街（英語: Janesville），是當時世界上最大的鋼筆製造廠。派克最終成為全球領先的鋼筆品牌之一，也是最早進軍全球市場的品牌之一。喬治·S·帕克高中以他的名字命名。他自己畢業於上愛荷華大學。

## 備註
1. ↑  .   [2022-01-26]. （原始内容存档于2016-03-03）.
2. ↑  .   [2022-01-26]. （原始内容存档于2021-05-13）.
3. ↑  William Fiske Brown (ed.). Rock County, Wisconsin: A New History of Its Cities, Villages, Towns, Citizens and Varied Interests, from the Earliest Times, Up to Date. vol. 2. , Chicago: C. F. Cooper & Company, 1908, p. 1075.